# Famille Guillemot
Les cinq frères Guillemot (Claude, Michel, Yves, Gérard et Christian) sont connus pour avoir fondé en 1986 l'entreprise vidéoludique Ubisoft à Carentoir (Morbihan, France), entreprise dont le PDG et président du conseil d'administration est Yves Guillemot. 
Ces frères sont tous membres du conseil d’administration d'Ubisoft. Les frères Guillemot fondent ensuite Guillemot Corporation (Thrustmaster et Hercules), Ludiwap ; puis Gameloft en 1999, Guillemot Venture et, plus récemment, Longtail Studios et Advanced Mobile Applications. La direction des cinq sociétés est répartie entre les frères Guillemot, qui possèdent chacun un cinquième des parts. Ainsi, Claude est le PDG de Guillemot Corporation, Michel Guillemot de Gameloft, Yves Guillemot d'Ubisoft, Christian Guillemot d’AMA, et Gérard Guillemot de Longtail Studios.

## Histoire
Les frères Guillemot sont les fils d'Yvette Guillemot et Marcel Guillemot qui ont créé à Carentoir l'entreprise Guillemot Detoc, une société de négoces en produits du sol,. Leur père Marcel Guillemot décède à l'âge de 81 ans, leur mère Yvette Guillemot à l'âge de 89 ans.

## Chronologie des entreprises
- 1984 : Yves Guillemot fonde Guillemot Informatique avec ses quatre frères Claude, Michel, Gérard et Christian
- 1985 : la fratrie fonde Guillemot Corporation
- 1986 : création d'Ubisoft
- 1999 : création de Gameloft
- 2004 : création de Advanced Mobile Applications
- 2016 : rachat de Gameloft par Vivendi et démission de Michel Guillemot de son poste de PDG de Gameloft

## Ubisoft
Yves Guillemot en est le PDG et le président du conseil d'administration d’Ubisoft. Ses frères sont tous membres du conseil d’administration d'Ubisoft. Michel Guillemot siège au conseil d'administration et directeur général délégué du développement stratégique et financier. Claude Guillemot siège au Conseil d’administration au titre de directeur général délégué chargé des Opérations. Christian Guillemot siège au conseil d'administration et est Directeur général délégué administratif. Gérard Guillemot siège au conseil d'administration et est Directeur général délégué de l’Édition,.

## Yves Guillemot
Yves Marie Rémy Guillemot, né le 21 juillet 1960, est diplômé d'un baccalauréat scientifique et d'études de commerce à l'institut de la PME (IPME).
Il est le cofondateur d'Ubisoft avec ses frères Claude, Michel, Gérard et Christian en mars 1986. Il en est l'actuel[Quand ?] PDG et président du conseil d'administration.
Par la suite, il fonde également la société Gameloft en 1999, avec son frère Michel, qui en fut le PDG jusqu'en juin 2016. Il a été scolarisé aux lycée public de Redon en Ille-et-Vilaine.

## Michel Guillemot
Michel Jean Ives Guillemot, né le 15 janvier 1959 à Carentoir (Morbihan), est un homme d'affaires français, diplômé de l'EDHEC et est également titulaire d’un certificat en comptabilité.
Il cofonde Ubisoft en 1986. Il siège au conseil d'administration et directeur général délégué du développement stratégique et financier d'Ubisoft, dont il est l'un des cofondateurs avec ses frères et dont son frère Yves Guillemot en est le PDG.
Il est le fondateur de l'éditeur de jeux vidéo pour mobiles Gameloft.
Entre 2001 et 2016, il occupe le poste de PDG de Gameloft jusqu'au rachat de la société par Vivendi en juin 2016.

## Claude Guillemot
Claude Guillemot est né le 30 octobre 1956. Il est diplômé en économie de l’Université de Rennes 1 et est titulaire d’un certificat d’automatisation industrielle de l’ICAM.
Il cofonde Ubisoft en 1986. Il siège au Conseil d’administration au titre de directeur général délégué chargé des Opérations.
Il est président-directeur général de Guillemot Corporation, société spécialisée dans les équipements et les accessoires pour PC, mobile et consoles. Il a, depuis 1997, dirigé l’expansion de la société qui compte aujourd’hui des centres R&D et logistiques en Europe, au Canada et en Chine.
Il est également Président du Club des Trente depuis 2009, association qui rassemble 60 PDG français, échange et prend position sur des débats socio-économiques,.

## Christian Guillemot
Christian Guillemot est le cofondateur d'Ubisoft en 1986. Il est diplômé de la European Business School of London. Il siège au conseil d'administration et est Directeur général délégué administratif d'Ubisoft. Il cofonde Advanced Mobile Applications en 2004 et en est le Président-Directeur général (2019).

## Gérard Guillemot
Gérard Guillemot est le cofondateur d'Ubisoft en 1986. Il est diplômé de l’école de commerce EDHEC. Il vit aux États-Unis depuis plus de 15 ans. Il siège au conseil d'administration et est Directeur général délégué de l’Édition d'Ubisoft. Il gère la division cinéma d'Ubisoft Motion Pictures.[réf. nécessaire]